# Akihiro Kitamura
Akihiro Kitamura (北村 昭博 Kitamura Akihiro?, Kōchi, Prefectura de Kōchi, 26 de marzo de 1979) es un actor y director de cine japonés, conocido por aparecer en The Human Centipede (First Sequence) y en Cobra Kai como el joven Sato.

## Biografía
Después de mudarse a los Estados Unidos a la edad de 18 años, Kitamura estudió actuación en el Beverly Hills Playhouse durante cinco años. Como director de cine, estudió en la Escuela de Artes de Carolina del Norte (1997-1999) y en Los Angeles City College (2001-2004).

## Carrera
Las dos primeras películas de Kitamura, Porno y I'll Be There With You, fueron escritas y dirigidas por él. También protagonizó ambas películas, interpretando los personajes principales.
En 2008, Kitamura realizó varios papeles en televisión, incluidos New York Goes to Hollywood de VH1 y From Gs to Gents de MTV. También apareció en Heroes de NBC como Tadashi, un hombre de negocios japonés que intenta suicidarse. El diálogo del papel se hizo en japonés para mantener la coherencia con el personaje.
En 2009, Kitamura hizo una aparición en la controvercial película de terror de IFC Films The Human Centipede (First Sequence).

## Filmografía
| Película | Película                                     | Película            | Película              |
| Año      | Película                                     | Papel               | Notas                 |
| -------- | -------------------------------------------- | ------------------- | --------------------- |
| 2004     | Porno                                        | Aki                 | Debut cinematográfico |
| 2006     | I'll Be There with You                       | Aki                 | Papel principal       |
| 2007     | Blinded by Beauty                            | Director            | (corto)               |
| 2009     | The Human Centipede (First Sequence)         | Katsuro             | Papel principal       |
| 2011     | Nipples & Palm Trees                         | Phil                |                       |
| 2012     | SR Saitama no rappâ - Rôdosaido no toubousha | MC Rindou           |                       |
| 2013     | It's a Beautiful Day                         | Masanori            |                       |
| 2013     | Why Don't You Play in Hell?                  | Sicario             |                       |
| 2014     | Operation Barn Owl                           | Kevin               | (corto)               |
| 2014     | Tokyo Tribe                                  | Mukade              |                       |
| 2015     | The Human Centipede 3 (Final Sequence)       | Convicto #333       |                       |
| 2016     | Karate kill                                  | Hombre japonés sexy |                       |
| 2017     | Shinjuku Swan II                             | Moriken             |                       |
| 2018     | The Silk Road                                | Ryusuke             |                       |

## Televisión
| Televisión | Televisión                   | Televisión                 | Televisión                      |
| Año        | Serie                        | Papel                      | Notas                           |
| ---------- | ---------------------------- | -------------------------- | ------------------------------- |
| 2007       | Canoga Park                  | Aki                        | El desfile de moda/Haute Cooter |
| 2008       | From G's to Gents            | Hombre de negocios         | Episodio 1.7                    |
| 2008       | New York Goes to Hollywood   | Director japonés           | 2 episodios                     |
| 2008       | Seikatsu! Hop, Step, Mitsuwa | Director                   | 19 episodios                    |
| 2009       | Heroes                       | Tadashi                    | Capítulo tres: 'Acceptance'     |
| 2010       | Cinetsu!                     | Él mismo                   | 2 episodios                     |
| 2013       | Loiter Squad                 | Director comercial japonés | 1 episodio                      |
| 2013       | Onna Nobunaga                | Takigawa Kazumasu          | 2 episodios                     |
| 2017       | Tokyo Vampire Hotel          | Gen                        | 5 episodios                     |
| 2022       | Cobra Kai                    | Joven Sato                 | 1 episodio                      |